# キャッスルファンタジア
『キャッスルファンタジア』（Castle Fantasia）は、1998年5月22日にStudio e.go!から発売されたアダルトゲーム。山本和枝が率いたStudio e.go!のデビュー作となった。

## 登場キャラクター

### 主人公
ヴァリア＝ラセル（通称：ヴァル）
エレンシア王国・ミストラル城の近衛隊隊長。

### メインヒロイン
エノア＝ロンド
ヴァルの恋人。
ナッシュ
ファナ
マリー
ルー
メル
キララ
ステラ
ラーラ

## ステージ
- 第1章 流れ着いた場所
- 第2章 開戦のとき
- 第3章 時を越えて
- 第4章 赤い刺客？・？・？
- 第5章 二つの腕輪
- 第6章 忘れていた思い出
- 第7章 声を聞きし者
- 第8章 白い天使と小さな悪魔
- 第9章 戦えステラ！
- 第10章 失われた音色を求めて
- 第11章 召しませラーメンワンタンメン
- 第12章 ステラ再び
- 第13章 泡沫
- 第14章 旅の終わり
- 最終話 ただ復讐のためだけに

## スタッフ
- プロデューサー - NITURU
- キャラクターデザイン・原画 - 山本和枝
- シナリオ - 漆蜂五十六、小松崎康弘
- 音楽 - ぴょんも、安斎ゆう子

## コミック
- 『キャッスルファンタジア 黎明編』（角川書店〈角川コミックス・エース〉、2009年1月7日発売[1]）ISBN 978-4-04-715049-2
  - 原作：スタジオ・エゴ、漫画：山本和枝

## 関連作品
- キャッスルファンタジア〜聖魔大戦〜
- キャッスルファンタジア〜エレンシア戦記〜
- キャッスルファンタジア アリハト戦記